# Pullip
Pullip er en modedukke og samleobjekt designet af Cheonsang Cheonha, Sydkorea i 2003. 
Det er en kugleledsdukke fremstillet i Sydkorea. Det er ikke legetøj,  da de er meget skrøbelige. De er egnet som model og til at sy tøj til. En pullip kan kigge fra side til side, og åbne og lukke øjnene.